# Cultura di Nok

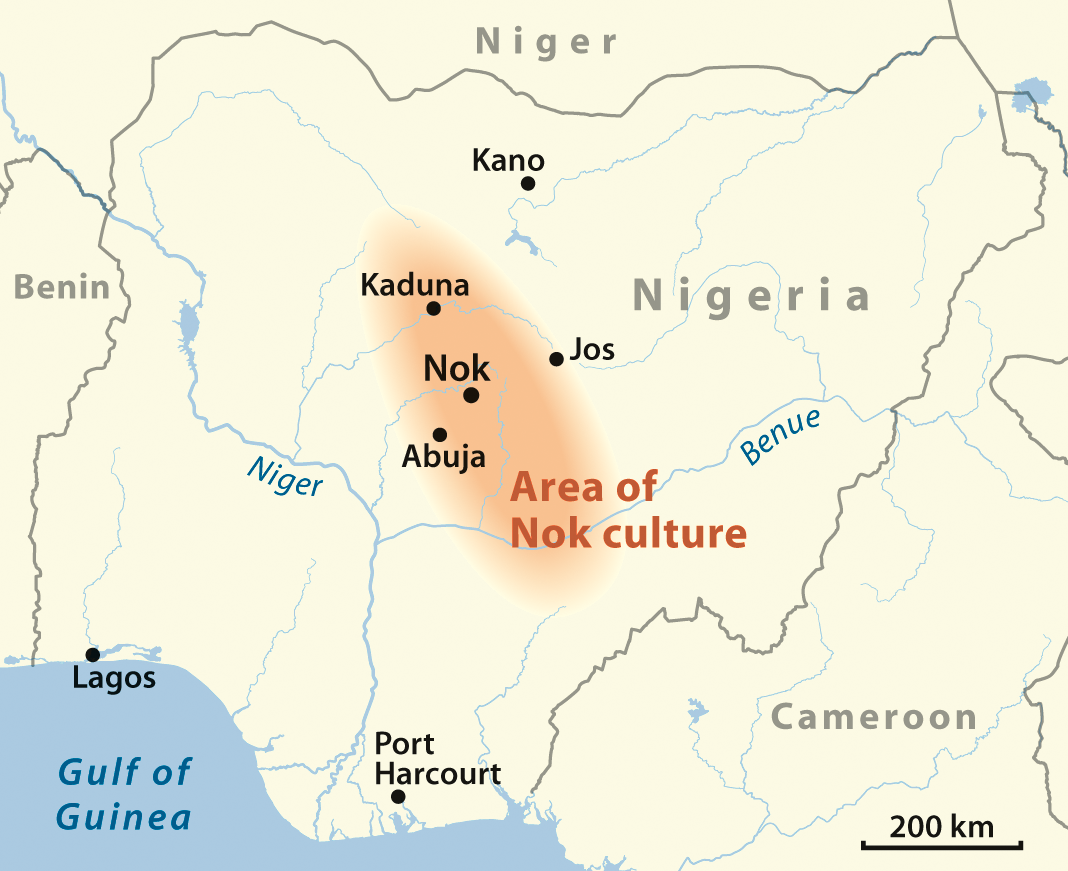
Area della cultura di Nok in Nigeria

Cultura di Nok è il nome convenzionale attribuito a una cultura archeologica e alla relativa civiltà che fiorì nell'odierna Nigeria principalmente tra il VI secolo a.C. e il II secolo d.C., anche se alcuni studi ne collocano l'inizio al XVI secolo a.C.. Alcuni studiosi pensano che il popolo di Nok abbia cominciato a praticare la siderurgia nella seconda metà del primo millennio a.C., i primi in tutta l'Africa subsahariana. Non è chiaro come ebbe termine questa civiltà: pochissimi i reperti e nessun documento scritto tra questi. Le principali opere dei Nok che ci sono giunte sono sculture di terracotta, in particolare teste assai stilizzate che probabilmente rappresentano i loro dei; sulla base di questi ritrovamenti, la civiltà di Nok viene chiamata anche cultura delle figurine di Nok.

## Origini
Nok è un piccolo villaggio minerario al centro della Nigeria, dove nel 1928 per la prima volta furono ritrovate testimonianze di questa cultura. Non essendoci pervenute testimonianze scritte, il nome originale di tale civiltà rimane ignoto.

## Reperti storici
Sebbene le vicende storiche che accompagnarono la civiltà Nok siano del tutto ignote, le poche testimonianze che ci hanno lasciato sono di notevole importanza per la storia dell'Africa. Le testimonianze della loro produzione di terracotta e di manufatti in ferro sono motivo di acceso dibattito tra gli studiosi.

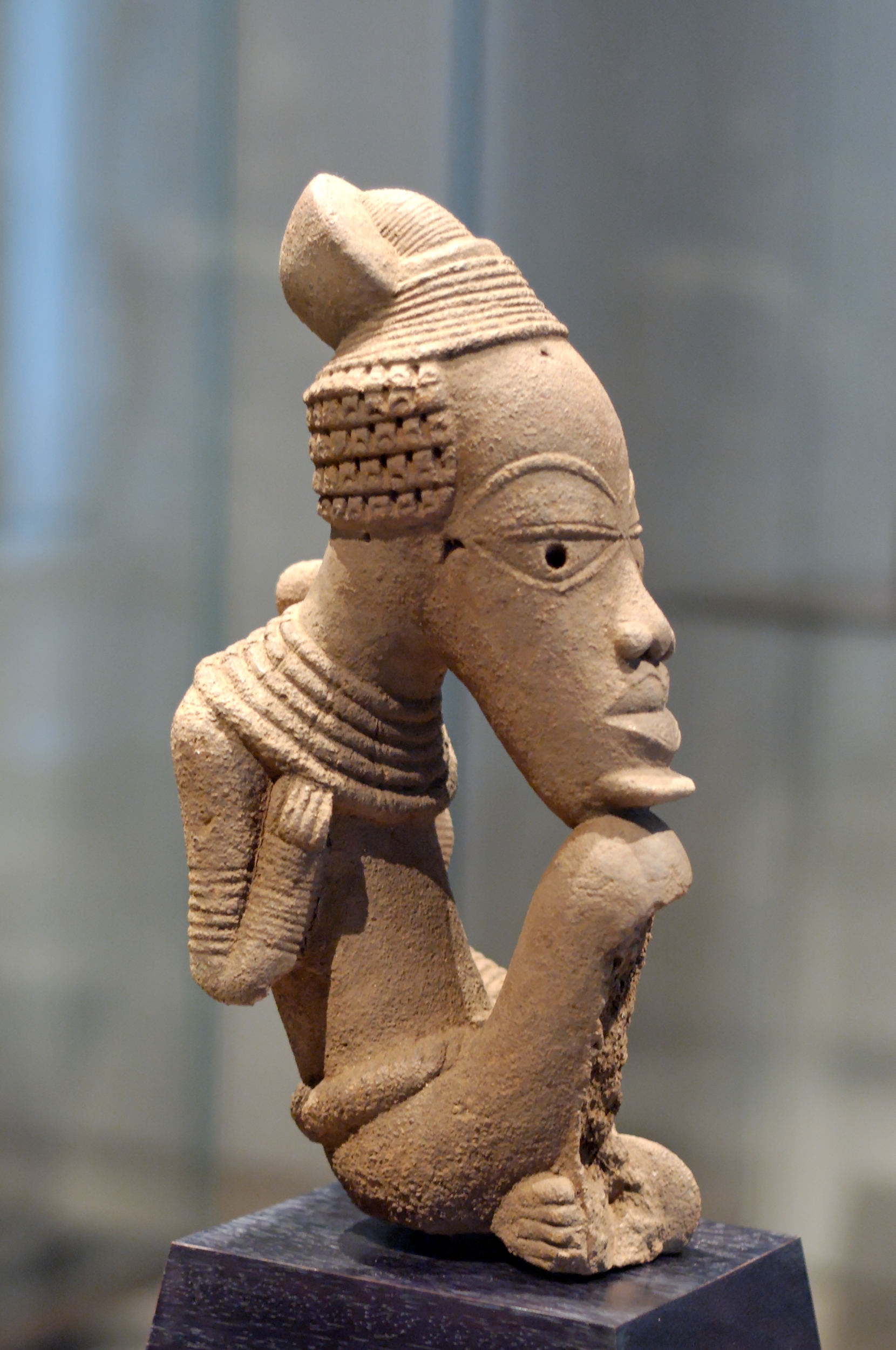
Figura in terracotta (VI secolo a.C.)

### Terracotta

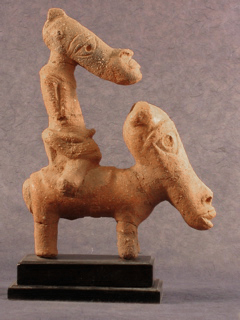
Terracotta raffigurante cavallo e cavaliere

La testimonianza più significativa e caratterizzante della cultura Nok sono le relativamente numerose sculture ritrovate. L'area dei ritrovamenti di tali sculture è una porzione abbastanza vasta della Nigeria nordoccidentale, tuttavia quasi sicuramente questa diffusione non rappresenta la reale estensione dell'area occupata dal popolo Nok, che doveva essere minore. Infatti le sculture Nok sono state riusate, dopo la scomparsa dei loro artefici, fino in tempi recenti dalle popolazioni dell'area, ad esempio come oggetto di culto in santuari; è probabile che le più recenti arti figurative del regno del Benin e di Ife ne siano state influenzate. Le sculture in questione sono scodelle decorate a motivi geometrici e semplici figure stilizzate rappresentanti vari soggetti, in particolare teste di dimensioni naturali, il cui scopo originale è ignoto, forse votivo o legato al culto dei morti. La maggior parte delle statuette e delle scodelle che sono state rinvenute sono incomplete o ridotte in frammenti.

### La lavorazione del ferro
La scoperta di quelle che sembrano fornaci per la fusione del ferro in due antichi siti Nok ha alimentato numerosi dibattiti nella comunità scientifica sulle reali origini della siderurgia africana. L'esatta cronologia dell'adozione del ferro è cruciale nella storia africana in quanto connessa all'espansione bantu. Pare che i Nok abbiano iniziato a fondere il ferro in relazione alla loro attività di cottura della creta intorno al 500 a.C., sebbene le testimonianze più concrete di questa attività siderurgica partano dal 350 a.C. circa.
Esistono due scuole di pensiero principali su come si sia originata questa tecnica in Africa: quella diffusionista e quella autoctona; entrambe originatesi nei primi anni '50, poco dopo la scoperta di antiche fornaci nel bacino del Niger.

#### La teoria di Mauny ed il diffusionismo
Nel 1952 l'archeologo e storico dell'Africa francese Raymond Mauny teorizzò che la tecnica siderurgica fosse arrivata nel bacino del Niger attraverso i berberi, dopo che essi l'ebbero appresa dai cartaginesi. Le varie teorie diffusioniste, che fanno arrivare la tecnica della forgiatura del ferro in Africa subsahariana dal Nord Africa o dal Medio Oriente, sono mosse da molteplici motivi: l'assenza di tecniche metallurgiche del rame o del bronzo antecedenti alla lavorazione del ferro, la difficoltà intrinseca della lavorazione del ferro, il fatto che tutti i più antichi nuclei della lavorazione del ferro nell'Africa subsahariana siano vicini al Sahara e quindi alle civiltà mediterranee e all'Egitto. Recenti scoperte hanno dimostrato che a Cartagine ci fu sin dalla sua fondazione una fiorente industria metallurgica e risulta probabile che gli antichi cartaginesi importassero il raro stagno dal bacino del Niger attraverso le antiche popolazioni berbere, quali i Getuli e i Garamanti. I Garamanti, siccome conoscevano l'uso del carro, sicuramente disponevano di tecniche metallurgiche che si sarebbero potute trasmettere alle popolazioni limitrofe, quali appunto i Nok. Oltre a Cartagine, altri possibili paesi di origine della siderurgia Africana sono l'Egitto, attraverso la Nubia, e l'Arabia meridionale o l'India, attraverso l'Etiopia.